# Plaza de Armas (Havanna)

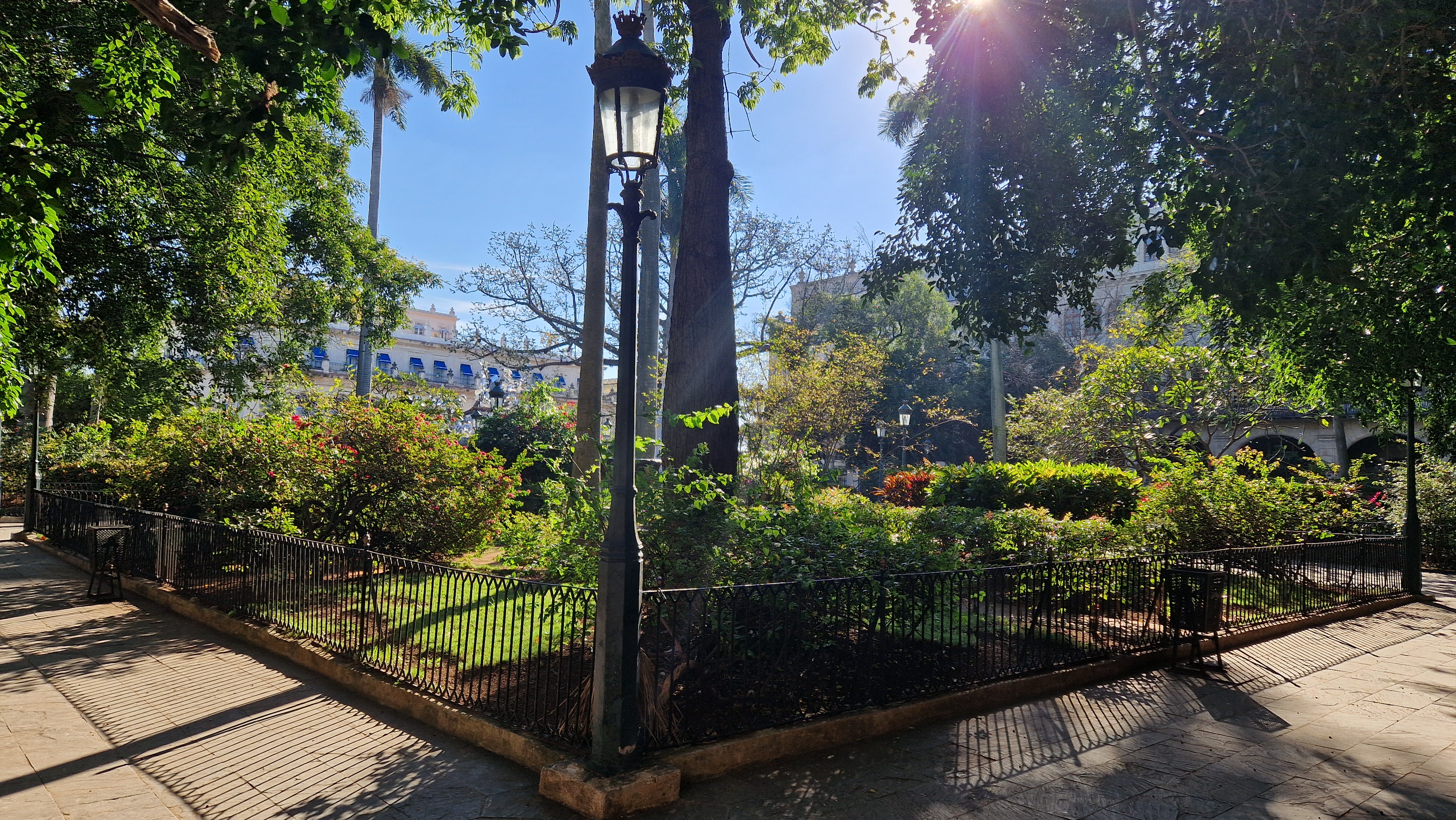
Plaza de Armas

Die Plaza de Armas ist ein Platz in  der Altstadt von Kubas Hauptstadt Havanna. Sie liegt im Osten der Altstadt, nahe der Bucht von Havanna. Nördlich des Platzes befindet sich die Festung Castillo de la Real Fuerza, westlich der Palast der Generalkapitäne und östlich ein ehemaliges Fähr-Terminal, welches heute ein Luxushotel beherbergt. Der Großteil des Platzes bildet eine parkähnliche Grünanlage, in deren Mitte ein Denkmal des Helden der Unabhängigkeitskriege Carlos Manuel de Céspedes steht. Rund um diese wurden jahrelang gebrauchte Bücher verkauft.

## Geschichte
Die Plaza de Armas ist der älteste Platz in Havanna. Seine Geschichte geht bis ins Jahr 1519, der Gründung der Stadt, zurück. An seiner Seite wurden die Festung Castillo de la Real Fuerza und die Kirche Iglesia Parroquial Mayor errichtet. Nach dieser bekam der Platz zunächst den Namen Plaza de la Iglesia (Platz der Kirche). Im Jahre 1741 wurde die Kirche durch Beschuss eines spanischen Kriegsschiffes zerstört, wodurch der Platz seinen heutigen Namen, Plaza de Armas (Platz der Waffen), erhielt.
Bis 2017 diente der Platz rund um die Park-Begrenzung als Verkaufsmarkt für gebrauchte Bücher. Dann wurde dieser Markt dort verboten und an einen von Touristen weit weniger frequentierten Platz verlegt.